# Timothy Clement-Jones
Timothy Francis Clement-Jones (né le 26 octobre 1949) est un pair libéral démocrate et leur porte-parole de l'économie numérique à la Chambre des Lords.

## Famille et éducation
Il est le fils de Maurice Llewelyn Clement-Jones et (Margaret) Jean, née Hudson. Il fait ses études à Haileybury et à l'Imperial Service College et au Trinity College, Cambridge (économie). En 1973, il épouse Vicky Veronica Yip, décédée en 1987. Il se remarie en 1994, à Jean Roberta Whiteside.

## Carrière
Lord Clement-Jones est consultant du cabinet d'avocats mondial DLA Piper, où il est directeur associé de Londres (2011-2016), chef des affaires du gouvernement britannique, président de ses bureaux Chine et Moyen-Orient, partenaire des relations commerciales internationales et co-président des relations gouvernementales mondiales.
Il est président d'Ombudsman Services Limited, le service d'ombudsman indépendant à but non lucratif qui assure le règlement des différends dans les secteurs des communications, de l'énergie, de la propriété et des licences de droits d'auteur. Il est membre du conseil consultatif d'Airmic (l'Association des responsables de l'assurance et des risques dans l'industrie et le commerce) et membre du conseil d'administration de la Faculté de finance d'entreprise de l'ICAEW.
Il est membre du Joint Business Council saoudien-britannique, ambassadeur du Barreau à la ville de Londres et Icebreaker Fellow et vice-président du 48 Group Club, un réseau d'affaires qui promeut les liens avec la Chine. Clement-Jones est secrétaire général du groupe et conseiller juridique de Kingfisher Plc de 1986 à 1995, où il coordonne la contribution de Kingfisher à la campagne de réforme des heures de magasinage qui a conduit au Sunday Trading Act 1993. Avant Kingfisher, Clement-Jones occupe des postes juridiques supérieurs chez Grand Metropolitan, maintenant Diageo plc (directeur juridique, Grand Metropolitan Retailing 1984-1986) et London Weekend Television (responsable des services juridiques 1980-1983), qui fait maintenant partie d'ITV plc. Clement-Jones est un ancien président non exécutif du Context Group (1997–2005), le cabinet de conseil en stratégie environnementale et communication et ancien directeur de Political Context, le cabinet de conseil en communication politique (1996–1999).

## Politique
Clement-Jones est président de l'Association des avocats libéraux de 1982 à 1986, puis du Parti libéral de 1986 à 1988 et joue un rôle majeur dans la fusion avec le Parti social-démocrate pour former les libéraux-démocrates. Il est nommé CBE pour les services politiques en 1988. Il est président du comité des finances des libéraux démocrates de 1989 à 1998 et trésorier fédéral des libéraux démocrates de 2005 à 2010. Clement-Jones est créé pair à vie prenant le titre de baron Clement-Jones, de Clapham dans le quartier londonien de Lambeth le 17 juillet 1998 et jusqu'en juillet 2004, il est le porte-parole de la santé des libéraux démocrates et par la suite jusqu'en 2010 le porte-parole des libéraux démocrates sur la culture, médias et sport, à la Chambre des lords. Il est le porte-parole libéral démocrate de l'économie numérique et un ancien porte-parole des industries créatives (2015-2017).
Il est président du comité spécial de la Chambre des lords sur l'intelligence artificielle (2017-2018) et ancien membre des comités spéciaux sur les communications (2011-2015) et l'environnement bâti (2015-2016). Il est coprésident du groupe parlementaire multipartite sur l'intelligence artificielle. Depuis 2012, il est président de Lib Dems in Communications.
Il introduit et assure le passage par la Chambre des Lords de la loi de 2003 sur la publicité et le parrainage du tabac et la loi de 2012 sur la musique live. Il est président honoraire d'Ambitious About Autism (anciennement Treehouse), un organisme de bienfaisance et une école d'éducation pour les enfants atteints d'autisme et d'autres troubles de la communication, et son ancien président (2001–2008). Clement-Jones est président du conseil de l'Université Queen Mary de Londres et ancien président du conseil de la School of Pharmacy de l'Université de Londres (2008-2012) avant sa fusion avec l'University College London, après quoi il est un membre externe de la conseil de l'University College London et président de son comité d'audit de 2012 à 2017.
Il est membre du conseil consultatif du College of Medicine et membre honoraire de la School of Pharmacy, University College London.
Clement-Jones est membre du conseil du Heart of the City; Membre de l'Association des consultants en relations publiques et membre honoraire du Chartered Institute of Public Relations; il est gouverneur de Haileybury et ambassadeur de Barts Charity. Il est un ancien administrateur du Barbican Center Trust (2012–2016) et ancien président de Crime Concern (1991–1995). Jusqu'à sa fusion avec Macmillan Cancer Support en 2008, il est administrateur de Cancerbackup, l'organisation caritative britannique d'information sur le cancer fondée par sa défunte épouse, le Dr Vicky Clement-Jones.
Il est le patron d'Attitude is Everything; Music Venue Trust et 2020Health.